# Berki párduccsiga
A berki párduccsiga vagy berki csiga (Fruticicola fruticum) Közép- és Kelet-Európában elterjedt, szárazföldi csigafaj. 

## Megjelenése
A csigaház 14–22 mm magas, 16–26 mm széles, 5-6 kanyarulatból áll. Alakja gömbölyded-kúpos, színe fehér, sárgás- vagy vörösesbarna (vagy akár lilás) lehet, a kanyarulatokon gyakran egy vörösbarna csík húzódik végig. A héja áttetsző, a köpeny sötét foltjai láthatóak rajta keresztül. Az utolsó kanyarulat erősen kiszélesedik, ajakduzzanata fehér vagy vöröses. Köldöke közepesen kitáguló, a ház szélességének mintegy 1/7-ét teszi ki. Az állat világos, fakósárga vagy szürke színű, tapogatói sötétebbek. 

## Elterjedése
A berki párduccsiga Európa nagy részén megtalálható, Dél-Skandináviától Észak-Görögországig, Kelet-Franciaországtól a Baltikumig, délkeleten a Krímig és a Kaukázusig. A 20. század elején megtalálták Délkelet-Angliában is (feltehetően behurcolták), de aztán újra eltűnt. Svájcban és Bulgáriában 1800 m-ig található meg. Magyarországon a Dunántúlon és a hegyvidékeken fordul elő, az Alföldön ritka. 

## Életmódja
Leggyakrabban a vízparti bozótos, ligetes területeken fordul elő. Melegkedvelő, de az aszályt nehezen viseli. A hervadó vagy már korhadó levelekkel, gombákkal táplálkozik. Szaporodásához nedves és meleg időjárási viszonyokra van szükség, általában márciustól augusztusig tart. Petéit 10-30-as csomagokban rakja le. A kiscsigák 25-50 nap múlva kelnek ki és 15-22 hónap alatt érik el végleges méretüket. Harmadéves korukban kezdenek szaporodni, élettartamuk fogságban eléri a hat évet.
Magyarországon nem védett. 